# Cosseria
Cosseria là một đô thị ở tỉnh Savona ở vùng Liguria của Ý, có khoảng cách khoảng 60 km về phía tây của Genoa và khoảng 20 km về phía tây bắc của Savona. Tại thời điểm ngày 31 tháng 12 năm 2004, đô thị này có dân số 1.045 người và diện tích là 13.7 km².
Đô thị Cosseria có các frazione (đơn vị cấp dưới) Marghero.
Cosseria giáp các đô thị: Cairo Montenotte, Carcare, Cengio, Millesimo, và Plodio.